# Colonia San Miguel, Tianguistenco
Colonia San Miguel är en ort i Mexiko.   Den ligger i kommunen Tianguistenco och delstaten Mexiko, i den sydöstra delen av landet, 50 km sydväst om huvudstaden Mexico City. Colonia San Miguel ligger 2 576 meter över havet och antalet invånare är 477.
Terrängen runt Colonia San Miguel är platt västerut, men österut är den kuperad. Runt Colonia San Miguel är det tätbefolkat, med 735 invånare per kvadratkilometer. Närmaste större samhälle är Toluca, 17,9 km nordväst om Colonia San Miguel. Trakten runt Colonia San Miguel består till största delen av jordbruksmark.